# テティサウルス
テティサウルス（学名：Tethysaurus）は、後期白亜紀前期チューロニアンに生息した、絶滅したテティサウルス亜科のモササウルス科爬虫類。テティサウルス・ノプクサイのみが知られている。

## 発見

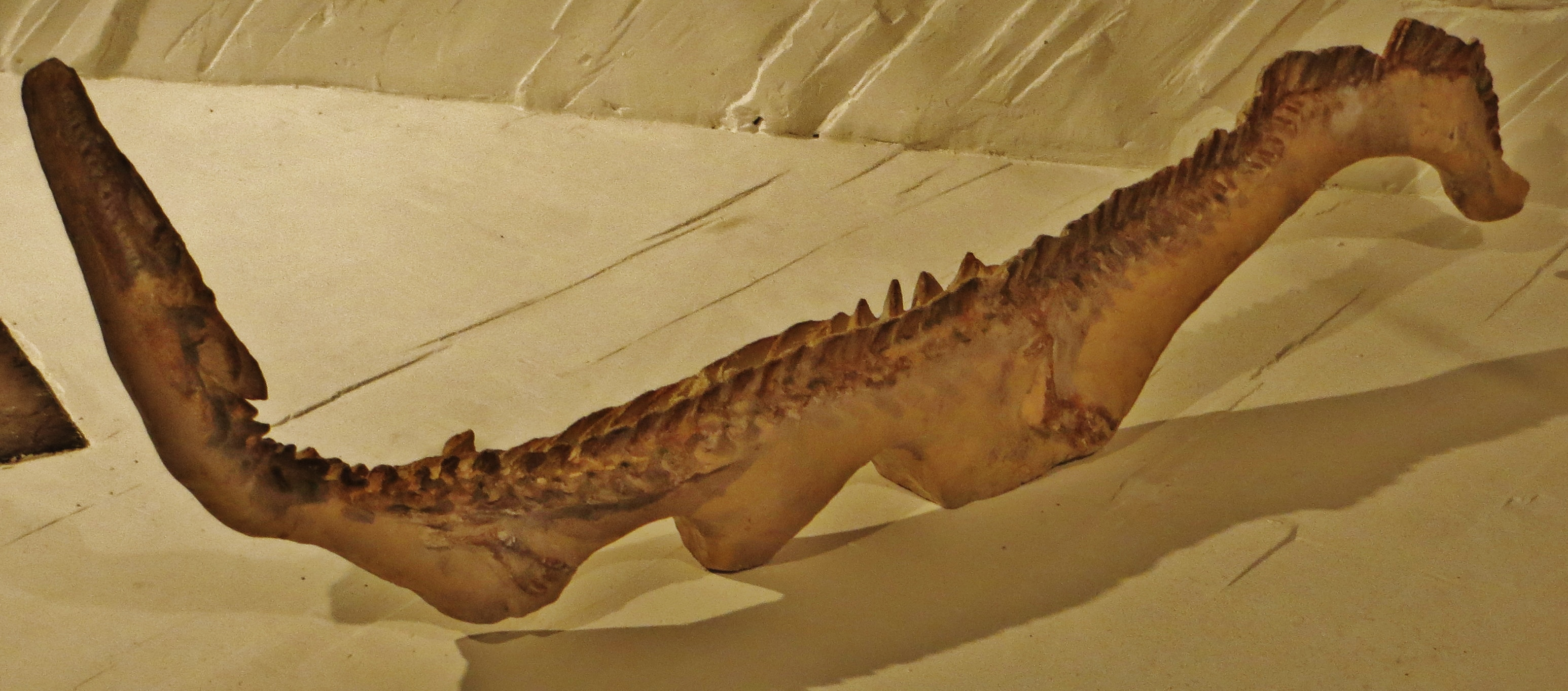
化石

学名は「ノプシャのテーテュースのトカゲ」を意味し、ギリシャ神話の女神であるテーテュース（南部ヨーロッパと北部アフリカの狭間に位置した太古の海であるテチス海の語源ともなっている）とアドリア海の水棲有鱗目の研究の先駆けとなったマジャル人の古生物学者フランツ・ノプシャを反映している。テティサウルスはモロッコの Errachidia 州 Goulmima 地方に位置する Tadirhourst 村と Asfla 村の付近で発見され、ほぼ完全な繋がった頭骨・下顎骨・椎骨・断片的な四肢を含む3つの化石が産出した。バーデットらは後に、テティサウルスの標徴形質として以下を列挙した。
- 前前頭骨を正面から見ると顕著なアーチ状をなす。
- 頭頂骨は、上後頭骨に重なる2つの突出部で後方に終わる、三角形の隆起を持つ。
- 頬骨は大きく幅の広い上行枝を持つ。
- 延髄の底に3つの孔が貫通する。
- 大きな窪みを持つ背内側の隆起が粘骨に存在する。
- 上角骨の腹側が内側へ鉤状に突出する。
- 歯式は上顎骨の歯が19 - 20、翼状骨の歯が15 - 19、歯骨の歯が最低19を示す。
- 椎骨に大きな paracotylar かつ parazygosphenal な孔が開いている。

## 記載
平均的な大きさが全長3メートルほどのモササウルス科爬虫類であり、基盤的な特徴と派生的な特徴を数多く併せ持つ。このため、かつては原始的なセノマニアンのアイギアロサウルス亜科とチューロニアンからマーストリヒチアンにかけての派生的モササウルス科との中間段階として位置付けられた。後の分析ではテティサウルスはラッセロサウルスやヤグアラサウルスとともに基盤的なチューロニアンのモササウルス科系統群として Russellosaurina（テティサウルス亜科とヤグアラサウルス亜科を含む分類群）に位置付けられている。

## 系統

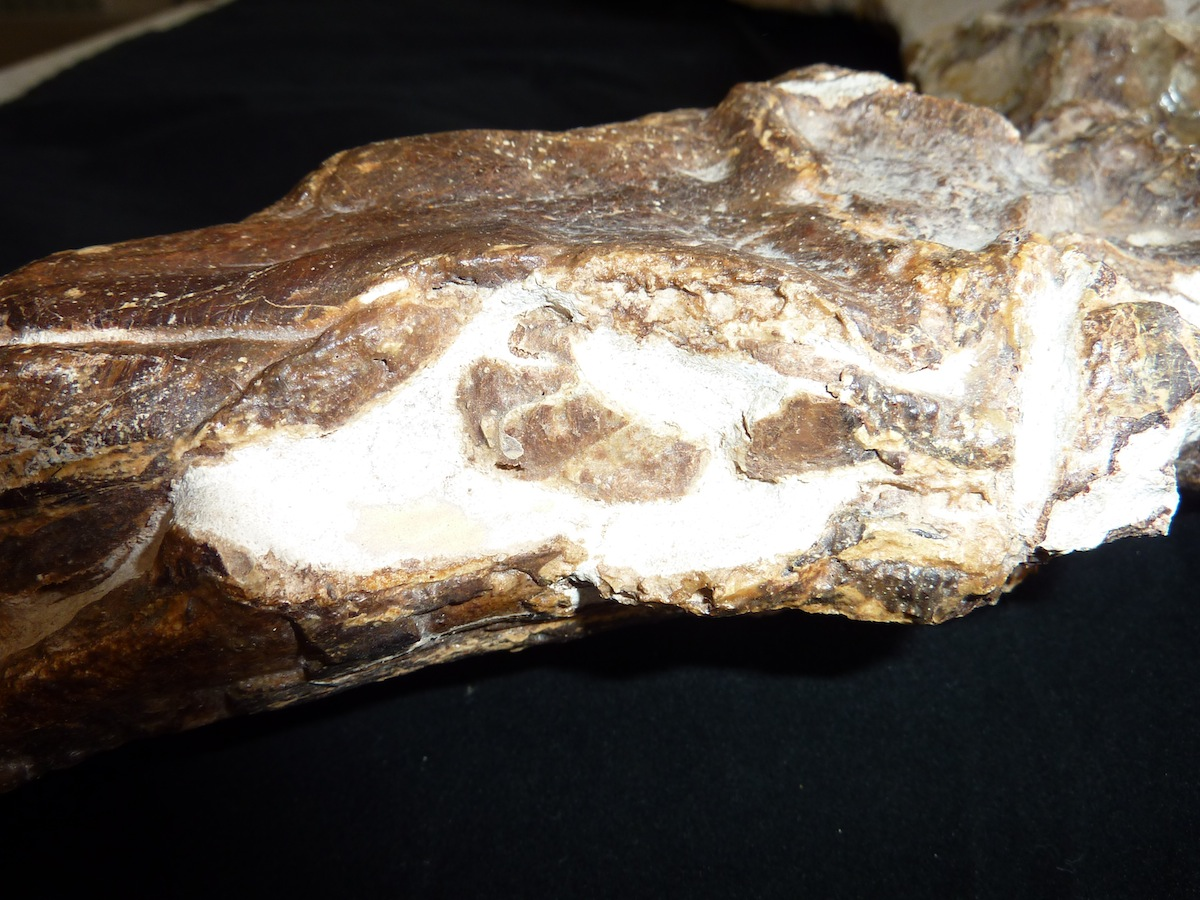
テティサウルスの強膜輪

以下のクラドグラムは Makádi et al. (2012) での解析に基づく。

|  | Tethysaurus nopcsai                                                                 |
|  |                                                                                     |
|  | \| \| Yaguarasaurus columbianus \| \| \| \| \| \| Russellosaurus coheni \| \| \| \| |
|  |                                                                                     |
|  | Yaguarasaurus columbianus                                                           |
|  |                                                                                     |
|  | Russellosaurus coheni                                                               |
|  |                                                                                     |

|  | Yaguarasaurus columbianus |
|  |                           |
|  | Russellosaurus coheni     |
|  |                           |

|  | Tethysaurus nopcsai                                                                 |
|  |                                                                                     |
|  | \| \| Yaguarasaurus columbianus \| \| \| \| \| \| Russellosaurus coheni \| \| \| \| |
|  |                                                                                     |
|  | Yaguarasaurus columbianus                                                           |
|  |                                                                                     |
|  | Russellosaurus coheni                                                               |
|  |                                                                                     |

|  | Yaguarasaurus columbianus |
|  |                           |
|  | Russellosaurus coheni     |
|  |                           |

なお、2013年にロメオサウルスが記載され、ヤグアラサウルスとラッセロサウルスはロメオサウルスとともに新たな亜科であるヤグアラサウルス亜科に再分類された。